# Eleccions legislatives gregues de novembre de 1989
Les eleccions legislatives gregues de novembre de 1989 se celebraren el 5 de novembre de 1989. El partit més votat fou el Nova Democràcia, i el seu cap Constantinos Mitsotakis, va formar govern.

## Resultats
| Partit | Partit                        | Líder                   | Vots      | %     | +/–   | Escons | +/– |
| --- | ----------------------------- | ----------------------- | --------- | ----- | ----- | ------ | --- |
| | Nova Democràcia               | Constantinos Mitsotakis | 3,093,479 | 46,2% | +1,9% | 148    | +3  |
| | PASOK                         | Andreas Papandreou      | 2,724,334 | 40,7% | +1,6% | 128    | +3  |
| | Coalició d'Esquerra i Progrés | Charilaos Florakis      | 734,611   | 11,0% | -2,1% | 21     | -7  |
| | Ecologistes Alternatius       |                         | 39,158    | 0,6%  | -     | 1      | -   |
| | Altres                        |                         | 105,986   | 1,6%  | -     | 2      | -   |
| Vots vàlids | Vots vàlids                   |                         | 6.697.568 |       | 300   |        |     |
| Vots nuls | Vots nuls                     |                         | 101.917   |       |       |        |     |
| Total | Total                         |                         | 6,799,485 | 84,4% |       | 300    |     |
| Font: Thomas T. Mackie (April 1992). "General elections in Western Nations during 1989". European Journal of Political Research 21 (3): 317–332 |                               |                         |           |       |       |        |     |